# Tondon
Tondon är en ort i Guinea.   Den ligger i prefekturen Préfecture de Dubréka och regionen Kindia Region, i den västra delen av landet, 100 km norr om huvudstaden Conakry. Tondon ligger 113 meter över havet och antalet invånare är 12 235.
Terrängen runt Tondon är huvudsakligen kuperad, men den allra närmaste omgivningen är platt. Tondon ligger nere i en dal. Runt Tondon är det ganska glesbefolkat, med 39 invånare per kvadratkilometer. Det finns inga andra samhällen i närheten. I omgivningarna runt Tondon växer huvudsakligen savannskog.